# 白い明日だ!ロケット団
『白い明日だ!ロケット団』（しろいあしただ・ロケットだん）は、1998年11月11日にピカチュウレコードから発売された日本のテレビアニメ・『ポケットモンスター』の外伝エピソードが収録されているドラマCD。

## 概要
初めはポケモンショックで本編アニメが一時放送休止した際、その期間中にラジオ番組『犬山犬子のポケモンアワー』のスペシャル企画のラジオドラマとして流された物だった。その後ドラマCDの他、ドラマCDの内容を絵本にした物、ドラマCDに登場するモンドや小物の設定資料が付いたサウンドピクチャーボックスとして発売される。
ロケット団の3人組が主役となっている本編アニメの外伝エピソード（いわゆる裏話）。時系列的には第37話「メタモンとモノマネむすめ」と第38話「ピカチュウのもり」の間となる。また、ロケット団が移動手段として使用するニャース型気球や、様々なメカをどこから手に入れているかなどのアニメ本編では語られない裏設定も語られ、シリーズをよく見ていればより一層楽しめるようになっている。さらに、一部シーンでは第2話「たいけつ! ポケモンセンター」をテレビで見直して振り返るような場面もあり、メタフィクションが描かれる。
脚本はダイヤモンド・パール編以降のシリーズ構成を担当した冨岡淳広。
ボーナストラックとして収録されている『ポケモンマスターへの道』・『海』は、『ポケットモンスター 赤・緑』で使用されている音楽（前者：タイトルデモBGM、後者：なみのり使用中のBGM）に歌詞と歌を付けたものである。

## あらすじ
今日もサトシのピカチュウゲットに燃えるロケット団の3人組、ムサシ・コジロウ・ニャースだが、またまたいつものように失敗する。そこへ赤いジープに乗って現れたのは、ムサシ達を先輩と慕うロケット団特別配達局員見習いのモンド。ムサシ達は、ひょんな話の成り行きで彼のパートナーポケモン・メタモンとニャースを交換することになる。なんだかんだとやってきたロケット団の3人組は、ついに解散するのか…?

## 収録曲
1. ロケット団よ永遠に [4:40]
歌：ロケット団（ムサシ、コジロウ、ニャース）
作詞：首藤剛志
作曲・編曲：たなかひろかず
オーケストレーション：宮崎慎二
2. 白い明日だ!ロケット団 その1 [12:36]
3. 白い明日だ!ロケット団 その2 [13:20]
4. 白い明日だ!ロケット団 その3 [13:41]
5. ラッキーラッキー [3:02]
歌：コジロウ
作詞：川村久仁美
作曲・編曲：たなかひろかず
6. ポケモンマスターへの道 [2:30]
歌：高尾直樹、松本梨香
作詞：松島賢二
作曲：増田順一
編曲：沢田完
7. 海 [2:30]
歌：白羽玲子
作詞：松島賢二
作曲：増田順一
編曲：沢田完

## 参加ミュージシャン
ロケット団
- ムサシ（CV:林原めぐみ）：Vocal (#1)
- コジロウ（CV:三木眞一郎）：Vocal (#1,5)
- ニャース（CV:犬山犬子）：Vocal (#1)

Support Musician
- 高尾直樹：Vocal (#6)
- 松本梨香：Vocal (#6)
- 白羽玲子：Vocal (#7)
- 伝田一正：Guitar (#1,5)
- 渡部チェル：Organ & Synth Bass (#1)、Synthesizer (#5)
- 藤沢秀樹：Bass (#1)
- 神保彰：Drums (#1)
- 岳原史子：Chorus (#5)

## 登場人物・キャスト

### レギュラーキャラクター
詳細は個別記事かアニメ版ポケットモンスターの登場人物を参照。
ムサシ
- 声優 - 林原めぐみ

本作の主役。
コジロウ
- 声優 - 三木眞一郎

本作の主役。
ニャース
- 声優 - 犬山犬子（現：犬山イヌコ）

本作の主役。モンドのメタモンと交換される。
- ムサシのアーボック
  - 声優 - 坂口候一
- コジロウのマタドガス
  - 声優 - 石塚運昇

サトシ
- 声優 - 松本梨香

本作では「白い明日だ!ロケット団 その1」にのみ登場する。
ピカチュウ
- 声優 - 大谷育江

本作では「白い明日だ!ロケット団 その1」にのみ登場する。
カスミ
- 声優 - 飯塚雅弓

本作では「白い明日だ!ロケット団 その1」にのみ登場する。
タケシ
- 声優 - 上田祐司（現：うえだゆうじ）

本作では「白い明日だ!ロケット団 その1」にのみ登場する。
- ナレーション - 石塚運昇

### 本作にのみ登場するキャラクター
モンド
- 声優 - 子安武人

特別配送局という部署に見習いとして所属しており、ムサシ達を含め各地で活動している団員達からの要請を受け、赤いジープに乗って活動資金やメカなどを届けている。なぜかムサシ達を尊敬している。ムサシには憧れだけでなく恋愛感情的な物も抱いているらしく、ムサシの「みだれひっかき」で制裁されたニャースを見て、羨ましいと発言している。
手持ちポケモン
メタモン
声優 - 川田妙子
モンドのパートナーポケモン。何にでも「へんしん」できるが、聞き間違いで勝手に変身する。
ケンタロス
自分達の掘った落とし穴に落ちてしまったムサシとコジロウを助ける為にモンドが使ったポケモン。

## スタッフ
- 原案：田尻智（ゲームフリーク）
- スーパーバイザー：石原恒和（ゲームフリーク）
- 企画：久保雅一（小学館）、川口孝司（任天堂）
- プロデューサー：吉川兆二（スタジオ旬）、盛武源（小学館プロダクション）
- 脚本：冨岡淳広
- ミキサー：平野延平（ハーフH･Pスタジオ）
- エディター：なしもとりょうこ（ハーフH･Pスタジオ）
- 録音スタジオ：ハーフH･Pスタジオ
- 制作：小学館プロダクション（現：ShoPro）

## 用語
ロケ弁
白いご飯の上に梅干しを17個乗せて「R」の文字をかたどったデザインが特徴のロケット団員御用達の弁当。現実のロケ弁とかけている。
とりかえっこプリーズ
メタモンとニャースを交換し終えた際にムサシが言った言葉。イマクニ?・レイモンド・ジョンソン・小林幸子のユニット「スズキサン」が歌う同名タイトルの曲が元ネタとなっている。
モンドのカバン
モンスターボール転送システムの技術を応用して作られた転送カバン。ロケット団のニャース気球や様々なメカは、ロケット団特別配達局からこのカバンを通して送られる。
二度あることはサンドパン
ポケモン世界のことわざで、現実の「二度あることは三度ある」と同じ意味合い。ムサシの「三度目の正直」という言葉に対して、コジロウが口走った。コジロウのキャラクターソング、『ラッキーラッキー』の歌詞にも出てくる。